# Дринча (река)
Дринча 1 или само Дринча (рум. Drincea) је река на југозападу Румуније и лева је притока Дунава. Дужина реке је 79 километара, а површина слива износи 741 km².

## Општи подаци
Дринча извире на брду Буковацу у оквиру Балачицке висоравни на висини од 277 метара. Извире узводно од села Изворалу де Жос које припада територији општине Ливезиле. Даље тече кроз Блахничку равницу у оквиру Влашке низије све до свог ушћа код села Четате на висини од 29 метара. Дужина реке износи 79 километара, а површина слива 741 km². Најзначајније притоке су Остешкова, Драгоаича, Јабланица, Добра и Дринча 2.
Од свог извора до ушћа Дринча протиче кроз територије општина Ливезиле, Тамна, Пороина Маре, Баклеш, Падина, Владаја, Корлацел, Пунгина, Ванатори, Браништеа, Кужмир, Обаршија де Камп, Салча које припадају жупанији Мехединци, и кроз општину Четате која припада жупанији Долж.
Дринча је река са периодичним током и у сушном летњем периоду делимично пресуши.